# Ford Escape
Ford Escape är en SUV-modell i kompaktsegmentet som tillverkas av Ford sedan 2001, då den ersatte Mazda Tribute i Europa. I början var modellen framtagen av Mazda och lanserades under 2000, men försäljningen gick dåligt, och man lämnade över produktionen till Ford under 2001 på den Europeiska marknaden.
I Europa kallas modellen för Ford Maverick. Det finns även en lyxversion med Mercury-emblem kallad Mercury Mariner på hemmamarknaden. Under 2004 kom ett hybridfordon, som går på både bensin och elektricitet. En ny generation kom under 2007 som årsmodell 2008 hos både Ford, Mazda och Mercury.